# Hermann Edler von Gäßler
Hermann Edler von Gäßler (* 12. Oktober 1876 in Nördlingen; † 22. Februar 1960 in Regensburg) war ein deutscher Jurist und Verwaltungsbeamter.

## Leben
Nach dem Jurastudium trat er in bayerische Staatsdienste (1903 Staatskonkurs). Seit 1925 war er Oberregierungsrat bei der Regierung der Oberpfalz (Kammer des Innern). Als Regierungsvizepräsident von Niederbayern und der Oberpfalz war er von November 1938 bis September 1939 und Ende Mai 1940 bis Februar 1943 zugleich vertretungsweise mit der Leitung der Regierung beauftragt, da Regierungspräsident Friedrich Wimmer seit Mai 1940 als Generalkommissar für die Verwaltung und die Justiz unter Reichskommissar Seyß-Inquart eine zentrale Position in der Besatzungsverwaltung der Niederlande einnahm. Am 10. Februar 1943 wurde Gäßler auf Antrag in den Ruhestand versetzt. Er war zuletzt wohnhaft in Regensburg.
Er trat zum 1. Mai 1935 der NSDAP bei (Mitgliedsnummer 3.654.659).
Seit dem Studium war er Mitglied der Studentenverbindung Akademischer Gesangverein München im SV.